# Robert B. Mantell

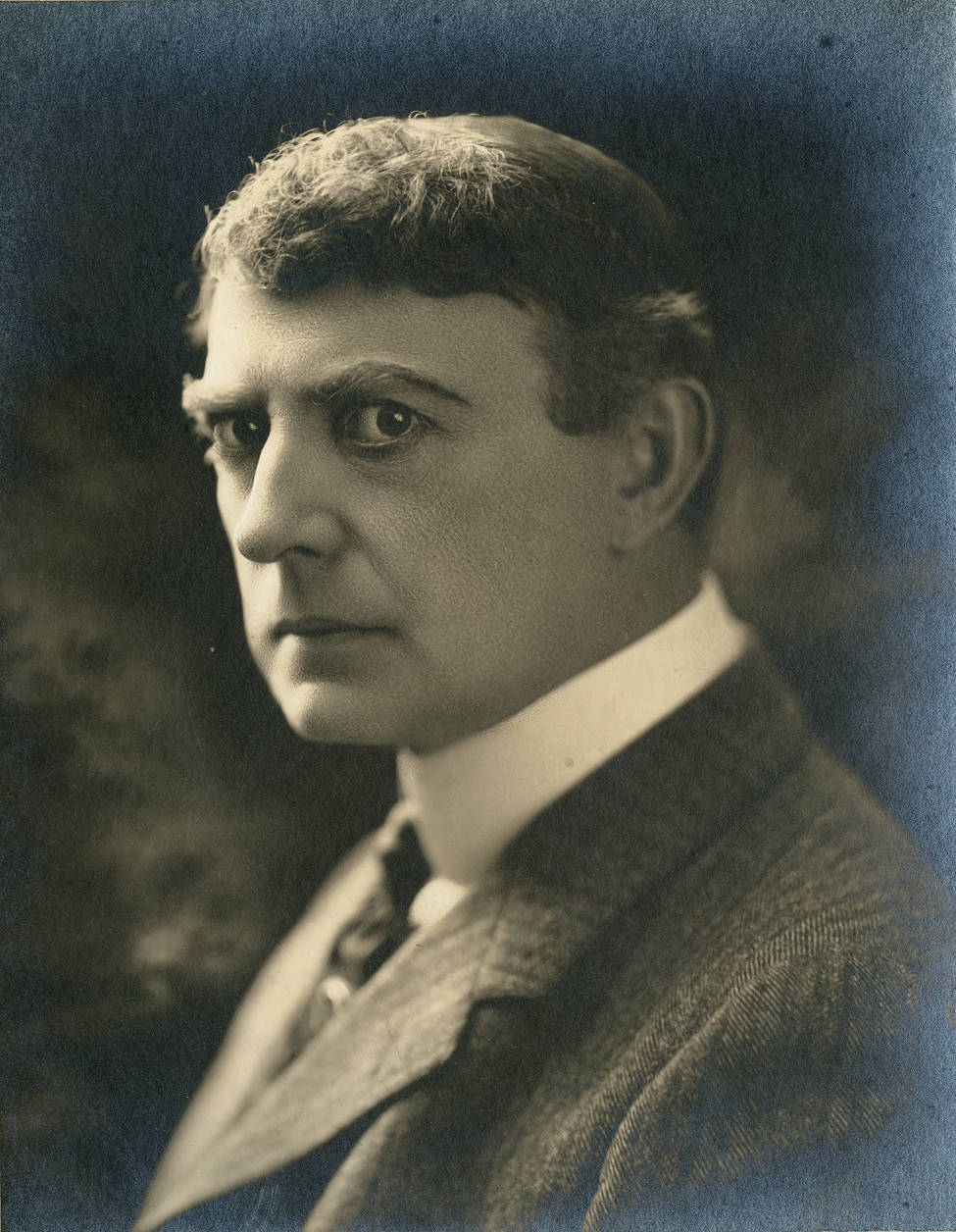
Robert B. Mantell

Robert B. Mantell, född 7 februari 1854 i Irvine, Ayrshire, Skottland, död 27 juni 1928 i Atlantic Highlands, New Jersey, var en skotsk skådespelare.

## Filmografi
- 1915 – Blindness of Devotion
- 1915 – Unfaithful Wife
- 1916 – The Green-Eyed Monster
- 1916 – A Wife's Sacrifice
- 1916 – The Spider and the Fly
- 1917 – Tangled Lives
- 1923 – Under the Red Robe